# Epermenia xeranta
Epermenia xeranta is een vlinder uit de familie van de borstelmotten (Epermeniidae). De wetenschappelijke naam van de soort is voor het eerst geldig gepubliceerd in 1917 door Meyrick. Het wordt komt voor in Australië, waar het is waargenomen in Queensland.
De spanwijdte is ongeveer 10 mm. De voorvleugels zijn licht grijsachtig, onregelmatig bestrooid met donkerbruin en zwart, wat fijne lijntjes vormt langs de voorrand. Er is een donkergrijze vlek op de costa op twee derde en een zwartachtige apicale stip, aan de voorkant omzoomd door een lichte onduidelijke witachtige vlek. De achtervleugels zijn grijs, maar lichter naar de basis toe.